# Copa Libertadores 1960
De Copa Libertadores 1960 was de eerste editie van dit continentale voetbalbekertoernooi van de CONMEBOL. Uit Argentinië, Bolivia, Chili, Colombia, Paraguay en Uruguay namen de landskampioenen deel en uit Brazilië de winnaar van de Taça Brasil. Uit Ecuador, Peru en Venezuela nam geen club deel.
Het toernooi begon op 19 april 1960 en eindigde op 19 juni 1960. In de finale versloeg de Uruguayaanse club Peñarol Olimpia Asunción uit Paraguay en was zodoende de eerste winnaar van dit toernooi.
Als winnaar van deze editie speelde Peñarol tegen Real Madrid, de winnaar van de Europacup I, in de eerste editie van de wereldbeker voetbal.

## Eerste ronde
De wedstrijden werden tussen 19 april en 15 mei gespeeld.
| Team #1              | Totaal | Team #2                | 1e duel | 2e duel |
| -------------------- | ------ | ---------------------- | ------- | ------- |
| CA San Lorenzo       | 5 - 3  | EC Bahia               | 3 - 0   | 2 - 3   |
| Peñarol              | 8 - 2  | Club Jorge Wilstermann | 7 - 1   | 1 - 1   |
| Universidad de Chile | 0 - 7  | Millonarios            | 0 - 6   | 0 - 1   |

Olimpia Asunción kreeg deze ronde vrije doorgang nadat hun oorspronkelijke tegenstander Universitario de Deportes uit Peru zich terug trok.

## Halve finale
De wedstrijden werden 18 mei en 5 juni gespeeld.
| Team #1     | Totaal. | Team #2        | 1e duel | 2e duel | play-off |
| ----------- | ------- | -------------- | ------- | ------- | -------- |
| Peñarol     | 3 - 2   | CA San Lorenzo | 1 - 1   | 0 - 0   | 2 - 1    |
| Millonarios | 1 - 5   | Club Olimpia   | 0 - 0   | 1 - 5   |          |

## Finale
De wedstrijden werden op 12 en 19 juni gespeeld.
| Team #1 | Totaal. | Team #2      | 1e duel | 2e duel |
| ------- | ------- | ------------ | ------- | ------- |
| Peñarol | 2 - 1   | Club Olimpia | 1 - 0   | 1 - 1   |

## Kampioen
|                    |
| Vlag van Uruguay   |
| Peñarol 1ste titel |

1948 · 1960 · 1961 · 1962 · 1963 · 1964 · 1965 · 1966 · 1967 · 1968 · 1969 · 1970 · 1971 · 1972 · 1973 · 1974 · 1975 · 1976 · 1977 · 1978 · 1979 · 1980 · 1981 · 1982 · 1983 · 1984 · 1985 · 1986 · 1987 · 1988 · 1989 · 1990 · 1991 · 1992 · 1993 · 1994 · 1995 · 1996 · 1997 · 1998 · 1999 · 2000 · 2001 · 2002 · 2003 · 2004 · 2005 · 2006 · 2007 · 2008 · 2009 · 2010 · 2011 · 2012 · 2013 · 2014 · 2015 · 2016 · 2017 · 2018 · 2019 · 2020 · 2021 · 2022 · 2023